# Amblysomus hottentotus
El topo dorado hotentote (Amblysomus hottentotus) es una especie de mamífero placentario de la familia Chrysochloridae.
Este animal «nada» a través de la arena en los desiertos del sur de África. Se alimenta principalmente de termitas y hormigas durante la noche.
No posee ojos, pero sí unas patas delanteras muy desarrolladas para atravesar la arena y, como protección para su nariz, ha desarrollado una almohadilla córnea alrededor de esta.